# Katechizm o tajemnicach rządu polskiego
Katechizm o tajemnicach rządu polskiego, jaki był około 1735 napisany przez J. P. Sterne w języku angielskim, potem przełożony po francusku, a teraz na koniec po polsku – utwór publicystyczny Franciszka Salezego Jezierskiego wydany w 1790.
Katechizm rzekomo miał być wydany w Samborze i być tłumaczeniem dzieła zagranicznego. W istocie napisał go Jezierski, prawdopodobnie przy współudziale Jana Śniadeckiego. Utwór ideowo był bliski broszurze francuskiego publicysty ks. Sieyèsa Qu’st-ce que le Tiers État (Co to jest stan trzeci) przetłumaczonej w 1790 przez Jezierskiego jako Duch nieboszczki Bastylii czyniący uwagi nad karą więzienia, niewoli i nad stanem pospólstwa francuskiego w dzisiejszej odmianie rządu. Katechizm stanowił paszkwil na społeczny i polityczny anachronizm ustroju Rzeczypospolitej. Za pomocą odpowiednio dobranych pytań i odpowiedzi ukazywał zwyrodnienie instytucji feudalnych.